# Jetonice
Jetonice je malá vesnice, část obce Míčov-Sušice v okrese Chrudim. Nachází se asi 1,5 km na sever od Míčova-Sušice. V roce 2009 zde bylo evidováno 15 adres. V roce 2001 zde trvale žilo 11 obyvatel.
Jetonice je také název katastrálního území o rozloze 0,87 km2.
Zatím nejstarší doložená zmínka je dle Státního okresního archivu v Chrudimi z roku 1398.